# Libby (Montana)
Libby è una city degli Stati Uniti d'America, capoluogo della contea di Lincoln dello stato del Montana.